# Charles de Ligonnès
Charles de Ligonnès (ur. 3 października 1845 w Mende, zm. 5 lutego 1925) – francuski duchowny katolicki, biskup. Święcenia kapłańskie przyjął w 1877 roku, zaś w 1906 został mianowany przez papieża Piusa X ordynariuszem diecezji Rodez. Ingres odbył 20 marca 1906 roku. Kierował diecezją do swojej śmierci w 1925 roku.